# Diego Ladrón de Guevara
Diego Ladrón de Guevara Orozco Calderón (Cifuentes, 1641 – Città del Messico, 9 settembre 1718) è stato un vescovo cattolico e amministratore coloniale spagnolo.
Dal 30 agosto 1710 al 2 marzo 1716 fu viceré del Perù.

## Biografia

### Prima di essere viceré
Studiò teologia presso l'Università di Alcalá, dove esercitò come professore di diritto. Insegnò anche all'Università di Sigüenza.
Nel 1689 fu nominato vescovo di Panamá, futuro vicereame del Perù. Quell'anno fu incarcerato per ordine del governatore e capitano generale José de Guzmán y Ávalos, con cui aveva avuto screzi. Nel 1695 divenne anche presidente della Audiencia Reale di Panama.
Fu in carica a Panama fino al 1699, quando divenne vescovo di Huamanga nell'odierno Perù. Vi aprì l'Università di San Cristóbal de Huamanga (fondata nel 1677), di cui fu in seguito rettore. Questa università era contrapposta alla più antica Università di San Marcos. Nel 1703 divenne vescovo di Quito, dove restò fino alle sue dimissioni del 1710 per assumere la carica di viceré.

### La sua amministrazione
Sostituì Miguel Núñez de Sanabria, presidente dell'Audiencia Reale di Lima, viceré ad interim. Ladrón de Guevara fu nominato in una lettera sigillata del precedente viceré, Manuel de Oms y de Santa Pau.
Da viceré aumentò la produzione di argento nelle miniere di Potosí, stimolando quella di altri luoghi come San Nicolás, Cojatambo e Huancavelica. Limitò la produzione di aguardiente a partire dalla canna da zucchero alle sole aziende autorizzate, pesantemente tassate. Prese contromisure per le minacce delle navi corsare, nonostante avesse firmato il Trattato di Utrecht nel 1713, e contro una rivolta degli schiavi della hacienda di Huachipa a Lima.
Approvò la ricostruzione della cattedrale di Lima, e la costruzione di alcune altre chiese tra cui quella di La Buena Muerte ed il convento di Mínimos de San Francisco de Paula. Istituì una cattedra di anatomia presso l'università di San Marcos. Il trattato di Utrecht permetteva ai britannici di mandare navi e merci al porto franco di Portobelo.

### Dopo l'incarico di viceré
Fu denunciato presso la corte reale per appropriazione indebita e rimosso dall'incarico nel 1716. Fu sostituito ad interim da Mateo de la Mata Ponce de León, presidente della Audiencia di Lima. Ladrón de Guevara andò in Nuova Spagna. Prima di morirvi, ottenne che i resti del parente Diego de Landa, vescovo di Yucatán, tornassero in Spagna. Morì il 9 settembre 1718 a Città del Messico e fu sepolto nella cattedrale locale.

## Genealogia episcopale
La genealogia episcopale è:
- Vescovo Miguel Antonio de Benavides y Piedrola
- Vescovo Diego Ladrón de Guevara Orozco Calderón